# Marie Caillou
Marie Caillou est une graphiste et dessinatrice française née à Montbéliard en 1971.

## Biographie
Après des études d’Arts Déco à Strasbourg, elle part à Bruxelles en 1995 étudier le dessin animé et s’initie au graphisme numérique. À son retour en France en 1997, elle travaille pour la presse et la publicité. Elle crée des lignes de produits pour diverses entreprises. Elle dessine en vectoriel.
Fin 2002, sur un scénario de Grégoire Solotareff, elle réalise Marika et le loup, l’un des 5 courts-métrages d’animation du film Loulou et autres loups.
Marie Caillou est accueillie à la Maison des Auteurs (Angoulême) pour la réalisation du film Peur(s) du noir. En 2008, ce film d’animation, fruit d'un travail collectif avec des auteurs renommés (Blutch, Charles Burns, Pierre Di Sciullo, Lorenzo Mattotti, Richard Mac Guire) sous la direction d'Étienne Robial et produit par Prima Linea, est présenté en avant-première à Angoulême.
Marie Caillou et Hubert excercent à l'Atelier du coin à Paris. Sur un scénario d'Hubert, Caillou publie son premier one shot en 2010 : La Chair de l'araignée (Glénat), ouvrage portant sur l'anorexie, maladie dont souffrent les deux personnages, avec un dessin « d'une sobriété exemplaire » selon BD Gest, qui réserve un accueil critique très favorable à ce livre.
Caillou entreprend seule Les monstres de Mayuko publié en 2012 (Dargaud), conte à tendance onirique fortement inspiré par le Japon. « Une enfant, Mayuko, victime de fièvre, sombre dans un sommeil halluciné », récit rappelant Alice au Pays des Merveilles.
En 2013, de nouveau en collaboration avec Hubert Boulard au scénario, Caillou illustre La ligne droite, où un adolescent breton devient amoureux d'un autre dans les années 1990. Le style puise dans des procédés cinématographiques. BoDoï signale un « travail graphique (...) japonisant, ultra-coloré, visant à l’épure ».
En 2016, Caillou illustre La Véritable Histoire du cheval de Troie de Viviane Koenig.

## Publications
Bandes dessinées
- 2005 : Mayuciol, Bijutsu Shuppan-Sha (Japon)
- 2010 : La Chair de l'araignée (dessin et couleurs), avec Hubert (scénario), Glénat collection « 1000 Feuilles »
- 2012 : Les Monstres de Mayuko (scénario, dessin et couleurs), Dargaud
- 2013 : La Ligne droite (dessin et couleurs), avec Hubert (scénario), Glénat collection « 1000 Feuilles »

Albums pour enfants
- 2013 : Le Chat botté (illustrations), avec Camille Laurans, Milan collection « Mes p'tits contes »
- 2013 : Ali Baba, (illustrations), Milan collection « Comptines à toucher »
- 2013 : Kongjwi, l'autre Cendrillon (illustrations), avec Lim Yeong-hee, Père Castor

## Filmographie
- 2002 : Loulou et autres loups
- 2008 : Peur(s) du noir